# Salomon Olembé
René Salomon Olembé-Olembé (Yaoundé, 1980. december 8.) kameruni válogatott labdarúgó, jelenleg az angol Wigan Athletic védője.